# Les Billaux
 Les Billaux  es una población y comuna situada en la región de Aquitania, departamento de Gironda, en el distrito de Libourne y cantón de Libourne, en Francia.

## Demografía
| 441 | 582 | 721 | 707 | 809 | 816 |
| Para los censos de 1962 a 1999 la población legal corresponde a la población sin duplicidades (Fuente: INSEE [Consultar]) |     |     |     |     |     |